# Australia (film din 2009)
Australia este un film românesc din 2009 regizat de Claudiu Mitcu. Rolurile principale au fost interpretate de actorii Florin Bătrânu, Vasile Bereghi, Beniamin Calancea, Pavel Calancea.

## Distribuție
- Vasile Bereghi
- Florin Bătrânu
- Pavel Calancea
- Beniamin Calancea
- Daniel Podină
- Radu Munteanu